# Premi a l'Àlbum de l'Any de l'Associació de Música Country
El Premi a l'Àlbum de l'Any de l'Associació de Música Country és un guardó entregat anualment per l'Associació de Música Country des de 1967.

## Llista de premiats
| Any  | Àlbum Guanyador                         | Artista                                                          |
| ---- | --------------------------------------- | ---------------------------------------------------------------- |
| 2022 | Growin' Up                              | Luke Combs                                                       |
| 2021 | Starting Over                           | Chris Stapleton                                                  |
| 2020 | What You See Is What You Get            | Luke Combs                                                       |
| 2019 | Girl                                    | Maren Morris                                                     |
| 2018 | Golden Hour                             | Kacey Musgraves                                                  |
| 2017 | From A Room: Volume 1                   | Chris Stapleton                                                  |
| 2016 | Mr. Misunderstood                       | Eric Church                                                      |
| 2015 | Traveller                               | Chris Stapleton                                                  |
| 2014 | Platinum                                | Miranda Lambert                                                  |
| 2013 | Based on a True Story...                | Blake Shelton                                                    |
| 2012 | Chief                                   | Eric Church                                                      |
| 2011 | My Kinda Party                          | Jason Aldean                                                     |
| 2010 | Revolution                              | Miranda Lambert                                                  |
| 2009 | Fearless                                | Taylor Swift                                                     |
| 2008 | Troubadour                              | George Strait                                                    |
| 2007 | It Just Comes Natural                   | George Strait                                                    |
| 2006 | Time Well Wasted                        | Brad Paisley                                                     |
| 2005 | There's More Where That Came From       | Lee Ann Womack                                                   |
| 2004 | When the Sun Goes Down                  | Kenny Chesney                                                    |
| 2003 | American IV: The Man Comes Around       | Johnny Cash                                                      |
| 2002 | Drive                                   | Alan Jackson                                                     |
| 2001 | O Brother, Where Art Thou?              | [Diversos Artistes]                                              |
| 2000 | Fly                                     | Dixie Chicks                                                     |
| 1999 | A Place in the Sun                      | Tim McGraw                                                       |
| 1998 | Everywhere                              | Tim McGraw                                                       |
| 1997 | Carrying Your Love with Me              | George Strait                                                    |
| 1996 | Blue Clear Sky                          | George Strait                                                    |
| 1995 | When Fallen Angels Fly                  | Patty Loveless                                                   |
| 1994 | Common Thread: The Songs of the Eagles  | [Diversos Artistes]                                              |
| 1993 | I Still Believe in You                  | Vince Gill                                                       |
| 1992 | Ropin' the Wind                         | Garth Brooks                                                     |
| 1991 | No Fences                               | Garth Brooks                                                     |
| 1990 | Pickin' on Nashville                    | Kentucky Headhunters                                             |
| 1989 | Will the Circle Be Unbroken: Volume Two | Nitty Gritty Dirt Band                                           |
| 1988 | Born to Boogie                          | Hank Williams Jr.                                                |
| 1987 | Always And Forever                      | Randy Travis                                                     |
| 1986 | Lost in the Fifties Tonight             | Ronnie Mislap                                                    |
| 1985 | Dos Fort Worth Ever Cross Your Mind     | George Strait                                                    |
| 1984 | A Little Good News                      | Anne Murray                                                      |
| 1983 | The Closer You Get                      | Alabama                                                          |
| 1982 | Always on My Mind                       | Willie Nelson                                                    |
| 1981 | I Believe in You                        | Don Williams                                                     |
| 1980 | Coal Miner's Daughter                   | Sissy Spacek • Beverly D'Angelo • Levon Helm                     |
| 1979 | The Gambler                             | Kenny Rogers                                                     |
| 1978 | It Was Almost Like a Song               | Ronnie Mislap                                                    |
| 1977 | Ronnie Milsap Live                      | Ronnie Mislap                                                    |
| 1976 | Wanted! The Outlaws                     | Jessi Colter • Tompall Glasser • Waylon Jennings • Willie Nelson |
| 1975 | A Legend in My Time                     | Ronnie Milsap                                                    |
| 1974 | A Very Special Love Song                | Charlie Rich                                                     |
| 1973 | Behind Closed Doors                     | Charlie Rich                                                     |
| 1972 | Let Me Tell You About a Song            | Merle Haggard                                                    |
| 1971 | I Won't Mention It Again                | Ray Price                                                        |
| 1970 | Okie from Muskogee                      | Merle Haggard                                                    |
| 1969 | Johnny Cash at San Quentin              | Johnny Cash                                                      |
| 1968 | Johnny Cash at Folsom Prison            | Johnny Cash                                                      |
| 1967 | There Goes My Everything                | Jack Greene                                                      |

## Rècords

### Més Premiats
| Posició | Premis   | Premiats                       |
| ------- | -------- | ------------------------------ |
| 1       | 5 premis | George Strait                  |
| 2       | 4 premis | Ronnie Mislap                  |
| 3       | 3 premis | Johhny Cash \| Chris Stapleton |

### Més Nominacions
| Posició | Nominacions | Nominats                      |
| ------- | ----------- | ----------------------------- |
| 1       | 18          | George Strait                 |
| 2       | 12          | Alan Jackson \| Merle Haggard |
| 3       | 9           | Brooks & Dunn                 |